# Kevin Sally
Kevin Sally, född 5 december 1972, är en kanadensisk bågskytt. Han deltog vid olympiska sommarspelen 1996.